# Dompierre-les-Églises
Dompierre-les-Églises település Franciaországban, Haute-Vienne megyében. Lakosainak száma 373 fő (2022. január 1.). Dompierre-les-Églises Saint-Léger-Magnazeix, Châteauponsac, Magnac-Laval, Saint-Hilaire-la-Treille, Saint-Sornin-Leulac és Villefavard községekkel határos.

## Népesség
A település népességének változása:
| Lakosok száma | 398  | 391  | 384  | 367  | 367  | 369  | 371  | 371  | 373  |
|               | 2013 | 2015 | 2016 | 2017 | 2018 | 2019 | 2020 | 2021 | 2022 |